# Pontes Gestal
Pontes Gestal là một đô thị ở bang São Paulo của Brasil. Đô thị này nằm ở vĩ độ 20º10'00" độ vĩ nam và kinh độ 49º42'12" độ vĩ tây, trên khu vực có độ cao 449 m. Dân số năm 2004 ước tính là 2.320 người.

## Thông tin nhân khẩu
Dữ liệu dân số theo điều tra dân số năm 2000
Tổng dân số: 2.539
- Thành thị: 1.935
- Nông thôn: 604
- Nam giới: 1.264
- Nữ giới: 1.275

Mật độ dân số (người/km²): 11,70
Tỷ lệ tử vong trẻ sơ sinh dưới 1 tuổi (trên một triệu người): 22,39
Tuổi thọ bình quân (tuổi): 68,07
Tỷ lệ sinh (số trẻ trên mỗi bà mẹ): 2,95
Tỷ lệ biết đọc biết viết: 85,72%
Chỉ số phát triển con người (HDI-M): 0,749
- Chỉ số phát triển con người - Thu nhập: 0,677
- Chỉ số phát triển con người - Tuổi thọ: 0,718
- Chỉ số phát triển con người - Giáo dục: 0,853

(Nguồn: IPEADATA)